# Marisa Coulter
Pour les articles homonymes, voir Coulter.
Marisa Coulter est un personnage de fiction et l'un des personnages principaux de la trilogie À la croisée des mondes (His Dark Materials), de Philip Pullman. Bien que ce ne soit pas révélé immédiatement, elle est la mère de l'héroïne Lyra Belacqua, qu'elle a eue avec Lord Asriel.
Mme Coulter est décrite comme une femme extrêmement séduisante, qui doit avoir un peu plus de trente-cinq ans ; très intelligente et cultivée, c'est de plus une brillante oratrice qui exerce un charme et une fascination redoutables sur son entourage. C'est un membre très actif de l'Église et du Magisterium et elle a fondé le Conseil d'Oblation. Son dæmon est un singe au pelage doré, dont le nom, révélé dans la version audio, est Ozymandias.

## Biographie fictive
De prime abord, Marisa Coulter semble très douce, à l'écoute des autres, et gagne facilement la confiance des gens. Lors de sa première rencontre avec Lyra, elle s'attire sans peine sa sympathie et son admiration en lui contant ses voyages dans le Nord. Mais il s'avère bien vite qu'elle est en réalité une manipulatrice capable des plus vils actes, et que son dæmon-singe est aussi démoniaque qu'elle. Terriblement cruelle, sans pitié et ambitieuse, elle est prête à tout pour obtenir le pouvoir. Elle a assassiné, torturé, brisé la vie d'innombrables gens, toujours avec plaisir. Pour découvrir la vérité sur le péché originel, elle n'a pas hésité à séquestrer et mutiler des centaines d'enfants innocents. Son organisation, le Conseil d'Oblation, a pour objectif de découvrir l'origine et la véritable nature de la Poussière en séparant des enfants de leurs dæmons au cours d'un procédé mutilant appelé intercision.
Manipulatrice, froide et lucide, Madame Coulter utilise les gens comme des pions dont elle se débarrasse dès qu'elle n'a plus besoin d'eux (Sir Charles Latrom, Iofur Raknison…). Elle possède un grand savoir-faire pour taire les aspects les plus égoïstes et manipulateurs de sa personnalité, et est également extrêmement déterminée, calculatrice et impitoyable. Ses connexions politiques sont en outre immenses.
Les sentiments et les désirs des autres ne lui importent guère. C'est une excellente actrice qui a abusé de la confiance de tous et menti avec jubilation. Jamais elle n'a fait preuve de gentillesse ou d'amour sans réclamer quelque chose en échange. En conclusion, elle est, comme la définit l'ange Métatron lorsqu'il l'analyse, un « cloaque d'obscénité morale » :

« La corruption, la jalousie et la soif de pouvoir. La cruauté et la froideur. Une curiosité perverse et inquisitrice. Une méchanceté pure, venimeuse et toxique. Jamais depuis votre plus jeune âge vous n'avez fait preuve d'une once de compassion, de sympathie ou de gentillesse sans calculer ce que cela pourrait vous rapporter en retour. Vous avez torturé et tué sans remords ni hésitation ; vous avez trahi et intrigué, et vous avez tiré fierté de votre duplicité. »

Elle n'agit guère différemment avec son unique enfant, Lyra, qu'elle a eue avec son ancien amant Lord Asriel – probablement le seul homme qu'elle ait jamais aimé. Dans le premier tome, elle la recueille chez elle dans le seul but de l'utiliser pour kidnapper d'autres enfants. Mais au fur et à mesure que l'histoire se déroule, il semblerait que ses sentiments pour Lyra évoluent : dans Le Miroir d'ambre, elle affirme qu'elle l'aime passionnément, comme une mère aime sa fille, et qu'elle regrette tout ce qu'elle lui a fait subir. Cette déclaration apparaît comme sincère, et non comme un autre mensonge. Elle se réconcilie aussi plus ou moins avec son amant Lord Asriel. Cela dit, ses innombrables mensonges rendent tout cela assez difficile à croire, mais vers la fin de l'histoire, elle accomplit maints sacrifices pour Lyra et Asriel.
On sait peu de choses du passé de Marisa Coulter : elle a été mariée pendant un certain temps à Edward Coulter, un homme politique en pleine ascension, très proche du Roi : c'est d'ailleurs sans doute pour cette raison qu'elle l'a épousé, obnubilée par sa quête de pouvoir. Mais le jour où elle rencontre Lord Asriel, alors explorateur riche et puissant, elle tombe instantanément amoureuse de lui. Lorsqu'elle tombe enceinte de Lyra, elle ne veut pas avouer à son époux qu'il n'est pas le père ; mais, après sa naissance, il s'avère qu'elle ressemble beaucoup à Asriel, et Edward a vent de sa tentative de cacher l'enfant : il se précipite chez la gitane pour tuer le bébé mais Asriel arrive à temps pour l'en empêcher et lui tire dessus avec son revolver. Dès cette tragédie, Madame Coulter abandonne totalement sa fille. Furieuse, dégoûtée de tous les problèmes qu'elle avait apportés, elle l'élimine totalement de sa vie, ainsi qu'Asriel. Ce dernier, jugé pour le meurtre d'Edward Coulter, est privé de ses richesses et de ses terres et devient miséreux. Écœuré par l'attitude de son ancienne maîtresse, il décide de faire tout ce qui est en son pouvoir pour qu'elle ne puisse pas approcher l'enfant.

## Description physique
Physiquement, elle est décrite dans À la croisée des mondes comme une « femme jeune, mince et belle » aux « cheveux noirs brillants qui encadrent ses joues ». Philip Pullman n'a pas désapprouvé le choix d'en faire une femme blonde dans l'adaptation cinématographique, expliquant qu'il regrettait ne pas l'avoir faite blonde en premier lieu. Dans La Belle Sauvage publié en 2017, Pullman la décrit d'ailleurs comme une femme aux cheveux blonds (« golden-haired ») .

## Développement du personnage

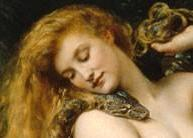
Détail de Lilith (1887), John Collier.

Marisa Coulter est basé sur Lilith, personnage apocryphe d'Éden et première compagne d'Adam, symbole de la révolte féminine.
Lilith est le prototype de la femme fatale, à la sexualité insatiable, pleine d'assurance et indépendante, ce qui correspond parfaitement à la personnalité de Madame Coulter, qui combine la connaissance et la beauté. Son personnage, vil, trompeur et vicieux possède un magnétisme hypnotisant, pour les hommes principalement, et Pullman souligne en elle le pouvoir féminin de celle qui sait utiliser tous les atouts qui sont à sa portée pour réussir dans le monde masculin qu'il dépeint.
En agriculture, le nom commun « coulter » est une sorte de lame de charrue : une analogie avec son personnage peut être faite, notamment en raison de ses commentaires cinglants et surtout de son implication dans le processus d'intercision.

## Le singe doré

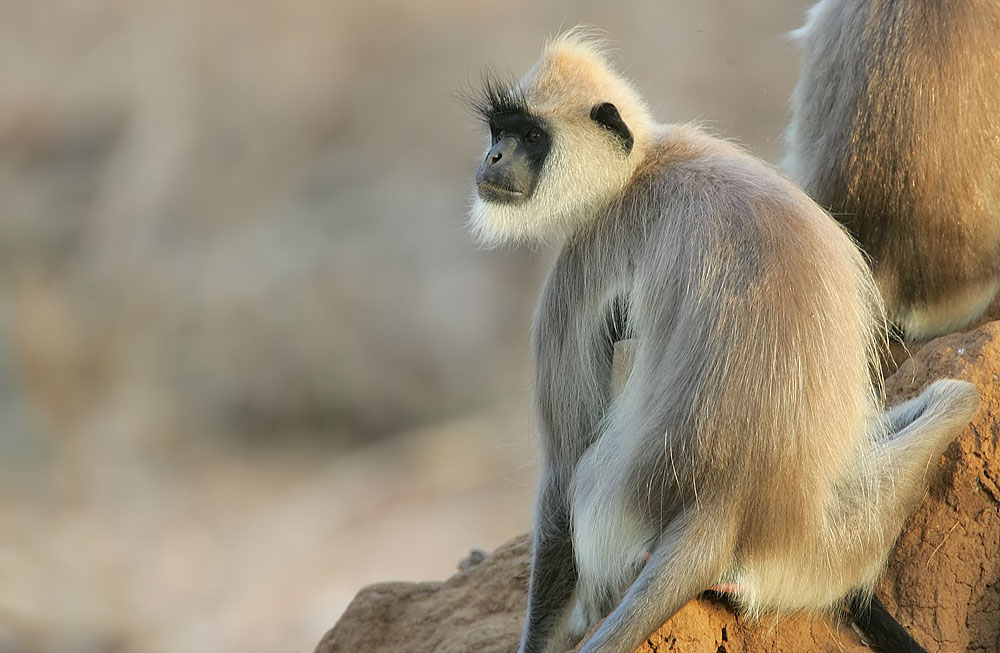
Une entelle, espèce de singe qui s'apparente à la description du singe doré.

Son dæmon-singe aide Marisa Coulter dans tous ses plans, dusse-t-il pour cela blesser les dæmons des autres. Tout comme elle, il aime faire souffrir les êtres vivants et, entre autres, torturer des chauves-souris. Tout comme elle, son apparence magnifique cache une cruauté sans pareille.
Il est extrêmement rare de le voir communiquer par la parole.
Il est représenté par un singe Rhinopithèque de Roxellane dans la série de 2019, et par un Tamarin-lion doré dans le film de 2007.

## Adaptations
|  |

En 1999, Mme Coulter est doublée dans la version audio des romans par l'actrice Alison Dowling, et elle est doublée en 2003 par Emma Fielding dans la version radio de la BBC. Dans l'adaptation au théâtre des romans en 2003 et 2004, elle est interprétée par Patricia Hodge.
En 2007, dans le film À la croisée des mondes : La Boussole d'or (The Golden Compass), Marisa Coulter est incarnée par Nicole Kidman.
En 2019, c'est l'actrice Ruth Wilson qui interprète le personnage dans la série His Dark Materials : À la croisée des mondes.